# Tavaresia
Tavaresia es un género de plantas fanerógamas de la familia Apocynaceae. Contiene cinco especies. Es originario del sur de África.

## Descripción
Son mazos de tallos suculentos, perenne, de 8-12 cm de alto, profusamente ramificados, con látex incoloro y raíces fibrosas. Los brotes son suculentos, con corteza suberosa cuando envejece, de color verde, cilíndricos, de 2-25 cm de largo y de 15-25 mm de ancho, 5-14-ángulos, con ángulos más afilados, glabros. Las hojas son persistentes, reducidas a escamas, sésiles, de propagación horizontal, las escalas  constituyen espinas de 1 cm de largo; las estípulas constituyen espinas filiformes.
Las inflorescencias son extra axilares (basal en los flancos de los tallos), con 1-5 flores, 1  flor abierta al mismo tiempo, simples, sésiles; raquis persistente; pedicelos glabros. Las flores se encuentran en el suelo, tienen olor acre, con un poco de aroma a carroña y componentes afrutados, es nectarífero.

## Taxonomía
El género fue descrito por Welw. ex N.E.Br. in Dyer y publicado en Fl. Trop. Africa 4(1): 493. 1903.

## Especies
| - Tavaresia angolensis Welw. - Tavaresia barklyi N.E.Br. - Tavaresia grandiflora A.Berger - Tavaresia meintjesii R.A.Dyer - Tavaresia thompsoniorum van Jaarsv. & R.Nagel |